# Stéphane Goubert
Stéphane Goubert (Montpellier, 13 maart 1970) is een voormalig Frans wielrenner. Tegenwoordig is Goubert ploegleider bij AG2R La Mondiale.

## Belangrijkste overwinningen
2005
- 3e etappe Ronde van Castilië en León (ploegentijdrit)

## Resultaten in voornaamste wedstrijden
| Jaar | Ronde van Italië | Ronde van Frankrijk | Ronde van Spanje |
| ---- | ---------------- | ------------------- | ---------------- |
| 1995 |                  |                     | 26e              |
| 1996 |                  |                     | opgave           |
| 1998 |                  |                     | opgave           |
| 1999 |                  | 74e                 |                  |
| 2001 |                  | 31e                 |                  |
| 2002 |                  | 17e                 |                  |
| 2003 |                  | 31e                 |                  |
| 2004 |                  | 20e                 | opgave           |
| 2005 |                  | 34e                 |                  |
| 2006 |                  | 36e                 | 29e              |
| 2007 |                  | 27e                 | 13e              |
| 2008 |                  | 21e                 |                  |
| 2009 |                  | 16e                 |                  |

| Jaar | Milaan-San Remo | Gent-Wevelgem | Amstel Gold Race | Luik-Bast.‑Luik | Ronde van Lombardije | Clásica San Sebastián | Waalse Pijl |  | Wereldranglijsten |
| ---- | --------------- | ------------- | ---------------- | --------------- | -------------------- | --------------------- | ----------- |  | ----------------- |
| 1995 |                 | 84e           | 53e              |                 | 51e                  | 120e                  |             |  |                   |
| 1996 | 56e             |               |                  |                 |                      | 73e                   |             |  |                   |
| 1998 |                 |               |                  |                 |                      |                       |             |  |                   |
| 1999 |                 |               |                  |                 |                      |                       | 43e         |  |                   |
| 2001 |                 |               |                  |                 |                      |                       |             |  |                   |
| 2002 |                 |               |                  |                 |                      |                       |             |  |                   |
| 2003 |                 |               |                  |                 |                      |                       |             |  |                   |
| 2004 |                 |               |                  |                 |                      | 53e                   |             |  |                   |
| 2005 |                 |               |                  |                 |                      |                       | 88e         |  |                   |
| 2006 |                 |               |                  | 72e             | 31e                  |                       | 64e         |  |                   |
| 2007 |                 |               |                  |                 |                      |                       |             |  | 102e (UPT)        |
| 2008 |                 |               |                  |                 |                      | 8e                    |             |  | 91e (UPT)         |
| 2009 |                 |               |                  |                 |                      | 30e                   |             |  | 147e (UWK)        |